# Cityringen

Das Metronetz, mit Cityringen in Rot

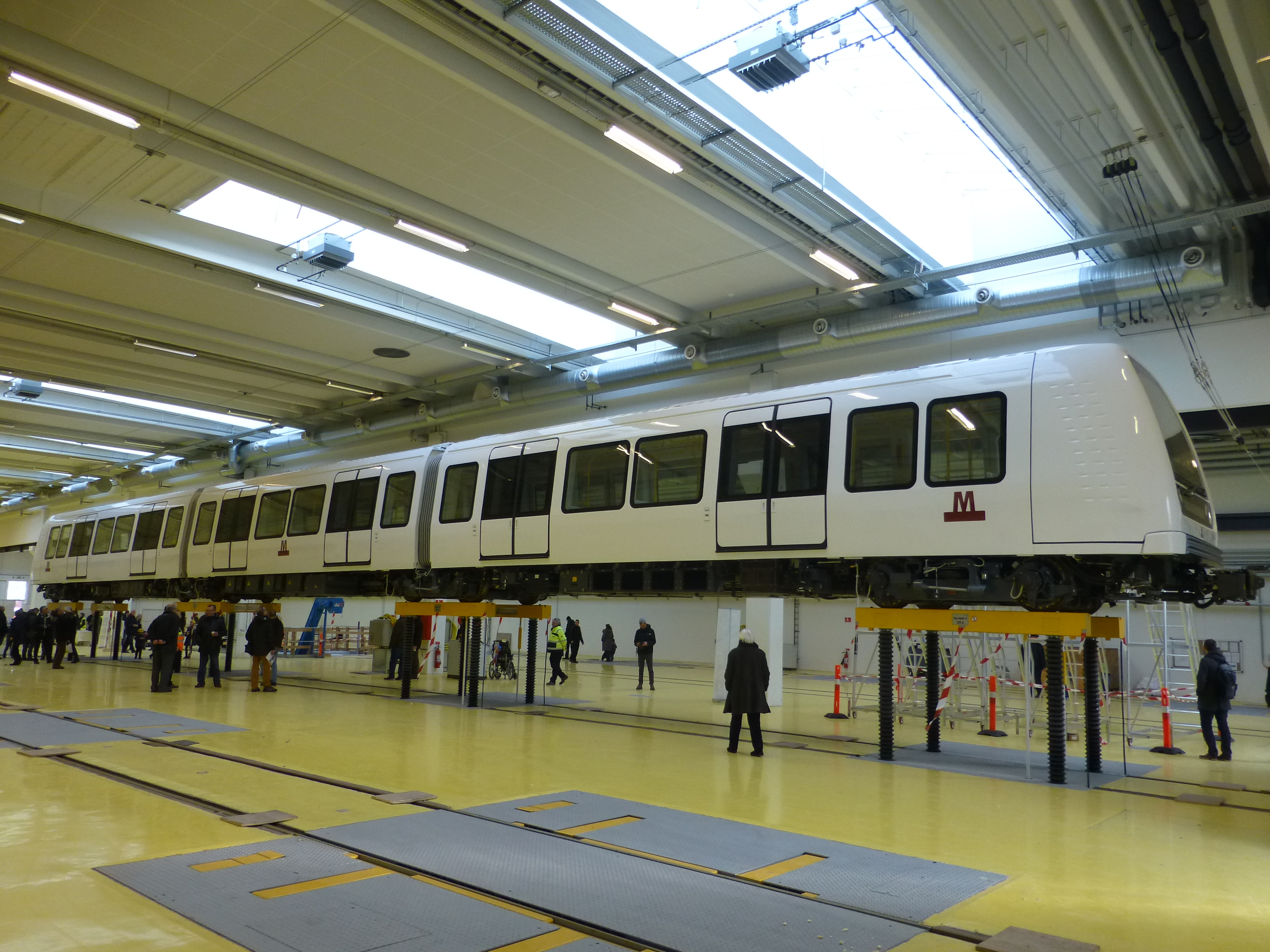
Führerloser Zug der Metro Kopenhagen, Linie M3 (Cityringen)

Cityringen (deutsch etwa „der (Innen-)Stadtring“) ist eine Erweiterung der Kopenhagener Metro auf dem Gebiet der Städte Kopenhagen und Frederiksberg. Sie wird von der Metrolinien M3 und seit 28. März 2020 abschnittsweise von der M4 befahren. Die Planungen wurden am 1. Juni 2007 vom Folketing, dem dänischen Parlament, bewilligt. Die Eröffnung des Cityrings fand am 29. September 2019 statt. Wie das gesamte Metronetz Kopenhagens wird auch der Cityring von fahrerlosen Zügen befahren.

## Geschichte
Es gab zwei Vorschläge über den Verlauf der Linie. Im Dezember 2005 entschieden sich die Städte Kopenhagen und Frederiksberg für die „Frederiksbergroute“, die an der Station Frederiksberg das bestehende Metronetz kreuzt. Bei der anderen Routenplanung sollte die Kreuzung an der Station Forum entstehen. Diese Strecke wurde gewählt, weil es dadurch kaum zu Überschneidungen mit den schon durch S-tog und Metro erschlossenen Gebieten kommt.
Die Einrichtung der Baustellen begann 2011, die Bohrarbeiten an der Tunnelstrecke 2013. Die Kosten belaufen sich auf geschätzte 15 Milliarden Kronen (entspricht etwa 2 Milliarden Euro).
Die Eröffnung des 15,5 km langen Tunnels war ursprünglich für Mitte 2019 geplant. Folgende vier Meilensteine waren für den Eröffnungstermin maßgebend:
- Wesentliche Fertigstellung im Oktober 2018 wurde erreicht.
- Übergabebereitschaft an den Betreiber Ende März 2019 wurde nicht erreicht.
- Probebetrieb ab Ende April 2019: Der Start des Probebetriebes wurde mit Einschränkungen genehmigt.

Die Strecke wurde am 29. September 2019 von Königin Margrethe II. für eröffnet erklärt. Die Königin fuhr mit Ministerpräsidentin Mette Frederiksen und Kopenhagens Bürgermeister Frank Jensen sowie Verkehrsminister Benny Engelbrecht und weiteren Verkehrspolitikern mit dem ersten Zug ab der U-Bahn-Station am Rathausplatz. An der Station Frederiksberg Allé stieg Simon Aggesen, Bürgermeister von Frederiksberg, zu. Gegen 15 Uhr wurden die beiden Stationen Rathausplatz und Frederiksberg für die Öffentlichkeit freigegeben, ab 16 Uhr alle weiteren Stationen.

## Verlauf und Stationen
Die Linie besteht aus 17 Stationen. Sie schneiden das bestehende Metronetz an den Stationen Kongens Nytorv und Frederiksberg, dort wurden zwischen den Linien M1/M2 und den Linien M3/M4 Kreuzungsbahnhöfe errichtet. Durch den Bau erhielt der Kopenhagener Hauptbahnhof erstmals einen Anschluss an das städtische Metronetz.
Die Stationen sind gegen den Uhrzeigersinn gelistet, beginnend im Südwesten und tragen folgende Namen:
- København H (Umsteigemöglichkeit zum S-tog und den Linien der DSB)
- Rådhuspladsen
- Gammel Strand
- Kongens Nytorv (Umsteigemöglichkeit zu den Linien M1 und M2)
- Marmorkirken
- Østerport (Umsteigemöglichkeit zum S-tog und den Linien der DSB)
- Trianglen
- Poul Henningsens Plads
- Vibenshus Runddel
- Skjolds Plads
- Nørrebro (Umsteigemöglichkeit zum S-tog und den Linien der DSB)
- Nørrebros Runddel
- Nuuks Plads
- Aksel Møllers Have
- Frederiksberg (Umsteigemöglichkeit zu den Linien M1 und M2)
- Frederiksberg Allé
- Enghave Plads

Jede Station erhielt eine individuelle Architektur, die an die lokale Umgebung angepasst wurde. Beispielsweise symbolisieren die dunklen Kacheln der Station Nuuks Plads die Farben des am Platz befindlichen ehemaligen Archivgebäudes. Für die drei Umstiegsbahnhöfe zu den Dänischen Staatsbahnen (DSB) wurde ein an die DSB-Farben angelehnter Rotton gewählt.
Die beiden Richtungsgleise werden jeweils in eigenen Tunnelröhren geführt. Der Fahrbetrieb erfolgt automatisch und im Zweiminutentakt.

## Linien
Die Strecke wird von der neuen Linie M3 befahren. Die Linie M4 nutzt seit dem 28. März 2020 Teile der gleichen Strecke und fährt vom Kopenhagener Hauptbahnhof bis zur Station Østerport, wonach sie in Richtung des neuen Stadtentwicklungsprojektes Nordhavn am ehemaligen industriell geprägten Hafengebiet abzweigt. Auf der Hauptstrecke dient sie damit als Verstärkerlinie auf dem stark frequentierten Teilstück.
Des Weiteren haben im Jahr 2018 die Bauarbeiten an einer Verlängerung der Linie M4 in südlicher Richtung durch das Gebiet Sydhavn bis hin zum Bahnknotenpunkt Ny Ellebjerg begonnen. Die Verlängerung wurde im Juni 2024 in Betrieb genommen.

## Film
- Mega-Bauten – Kopenhagens Super-U-Bahn. (OT: Super Tunnel.) Dokumentarfilm mit Computeranimationen, Großbritannien, 2017, 44:07 Min., Buch und Regie: Mat Stimpson, Produktion: Windfall Films, Channel 4, Reihe: Mega-Bauten, Folge 4, (OT: Building Up Giants), deutsche Erstsendung: 8. Dezember 2017 bei n-tv, Inhaltsangabe von fernsehserien.de und Windfall Films.